# BL 7.2 inch
Il BL 7.2 inch era una famiglia di obici (howitzer) pesanti britannici impiegati durante la seconda guerra mondiale.

## Storia
Nel 1940 il British Army concluse che l'unica artiglieria pesante disponibile, l'obice BL 8 inch, risalente alla prima guerra mondiale, aveva una gittata insufficiente per le esigenze della guerra moderna. Come soluzione tampone si decise di ritubare le canne esistenti, portandole ad un calibro minore, e di sviluppare una nuova panoplia di munizioni a gittata aumentata.

## Versioni

### Marks I–IV
Le canne da 8 pollici, corrispondenti ad un calibro di 203,2 mm, vennero ritubate al calibro 7,2 pollici (182,9 mm). All'affusto originale, immodificato, vennero montate ruote gommate, per renderlo compatibile con la meccanizzazione dell'esercito britannico. Le nuove munizioni, con quattro cariche di lancio, fornivano un sensibile incremento della gittata fino a 15.500 m, anche se alla massima carica il rinculo era tale da causare un violento rinculo ed un salto indietro del pezzo. Per contrastare questo temibile effetto, venivano piazzati due rampe a cuneo dietro le ruote; nonostante ciò l'operazione rimaneva rischiosa poiché spesso il pezzo superava addirittura le rampe. Le versioni Mk I, Mk II, Mk III e Mk IV differivano per il tipo di canna originale da 8 pollici e per il tipo di conversione. Alcune canne ed affusti furono forniti dagli stock degli Stati Uniti d'America risalenti alla Grande Guerra.

### Mark V
Nel 1944 alcune canne da 7.2 pollici furono incavalcate sugli affusti statunitensi tipo Carriage M1del M1 155 mm Long Tom, in dotazione anche al British Army. Il pezzo così ottenuto venne denominato BL 7.2 inch howitzer Mk V. Vennero prodotti solo pochi esemplari, che non raggiunsero mai le unità operative, nonostante l'affusto americano fosse capace di sopportare le maggiori forze di rinculo.

### Mark 6
The BL 7.2 inch howitzer Mk 6 (la numerazione passò alle cifre arabe) conservava l'affusto Carriage M1 del Mk V ma con una canna da 7.2 pollici di nuova costruzione, più lunga di quella derivata da ritubatura. Questo, insieme ad una quinta carica di lancio, estendeva la gittata a 17.984 m. Inoltre il nuovo affusto forniva una piattaforma di tiro notevolmente più stabile, incrementando anche la precisione. Il Mk 6 fu impiegato fino alla fine della guerra, meritandosi una invidiabile reputazione.

## Impiego operativo
I Mark I-V diedero buona prova sul campo. I primi obici da 7.2 giunsero alle batterie a partire dalla metà del 1942, venendo usati in azione nella campagna del Nordafrica ed in seguito nello sbarco in Normandia. A Burma furono assegnati in ragione di due obici per corpo d'armata. Dalla fine del 1944 i precedenti mark vennero rimpiazzati dai Mk 6.
L'obice equipaggiava i reggimenti pesanti delle unità dell'Army Group Royal Artillery (AGRA), fornendo il supporto di fuoco pesante per le truppe britanniche e del Commonwealth. Il Mk 6 rimase in servizio nel British Army fino ai primi anni sessanta.

## Utilizzatori

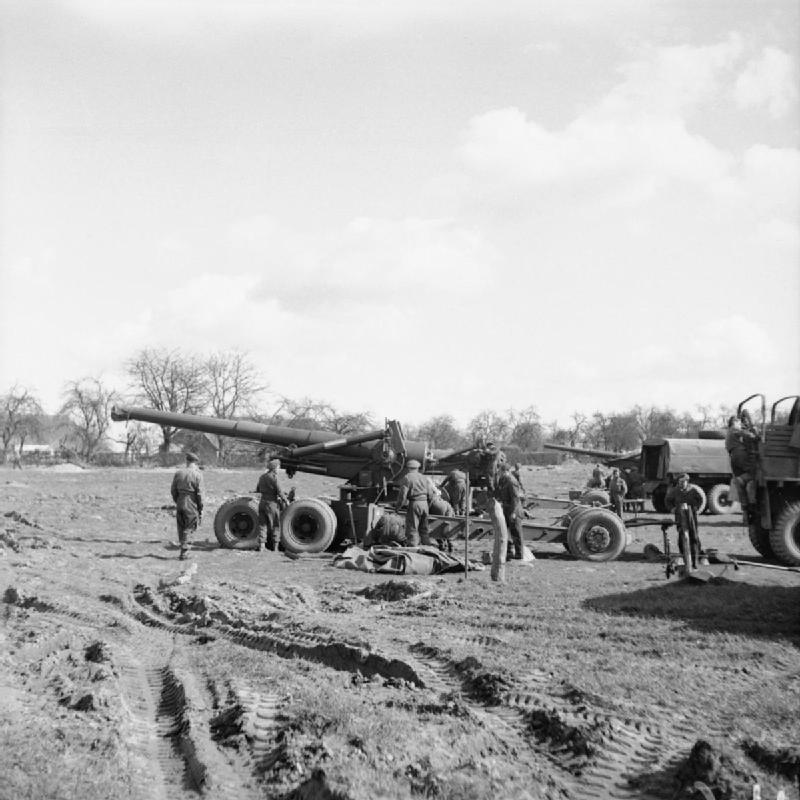
Un 7.2 inch howitzer Mk 6 attraversa il Reno nel 1945.

Dominion di Terranova
- 57th (pois 166th) (Newfoundland) Field Artillery Regiment
- 59th (Newfoundland) Heavy Regiment

 Regno Unito
- Royal Artillery
  - 1st Heavy Regiment
  - 32nd Heavy Regiment
  - 51st (Lowland) Heavy Regiment
  - 52nd (Bedfordshire Yeomanry) Heavy Regiment
  - 53rd Heavy Regiment
  - 54th Heavy Regiment
  - 55th Heavy Regiment
  - 56th Heavy Regiment
  - 58th Heavy Regiment
  - 60th Heavy Regiment
  - 61st Heavy Regiment
  - 75th Heavy Regiment
  - 171st Heavy Regiment
  - 8th (Belfast) Heavy Anti-Aircraft Regiment[2]
  - 52nd (London) Heavy Anti-Aircraft Regiment[2]
  - 56th (Cornwall) Heavy Anti-Aircraft Regiment[2]
  - 67th (York and Lancaster Regiment) Heavy Anti-Aircraft Regiment[2]